# Мой демонический любовник
«Мой демонический любовник» (англ. My Demon Lover) — американский комедийный фильм Чарли Ловенталя.

## Сюжет
У Денни всегда были трудности в общении с противоположным полом. Однажды она встречает странного парня Каца и приглашает к себе в гости. Кац рассказывает ей, что не может заниматься сексом, потому что он проклят и после секса становится маньяком, которому приписывают произошедшие в городе убийства. Денни не верит и продолжает соблазнять его. Однако через некоторое время она начинает понимать, что Кац не врёт…

## В ролях
| Актёр            | Роль               |
| ---------------- | ------------------ |
| Скотт Валентайн  | Кац                |
| Мишель Литтл     | Денни              |
| Роберт Требор    | Чарльз             |
| Джина Гальего    | Соня               |
| Алан Фьюдж       | Фил Янус           |
| Кэлверт ДеФорест | мужчина в магазине |
| Арнольд Джонсон  |                    |
| Донован Бэйкер   | полицейский        |

## Награды и номинации
- International Fantasy Film Award — «Лучший фильм» (1988, номинация)